# 奇迹圣母圣殿 (下莫尔比奥)

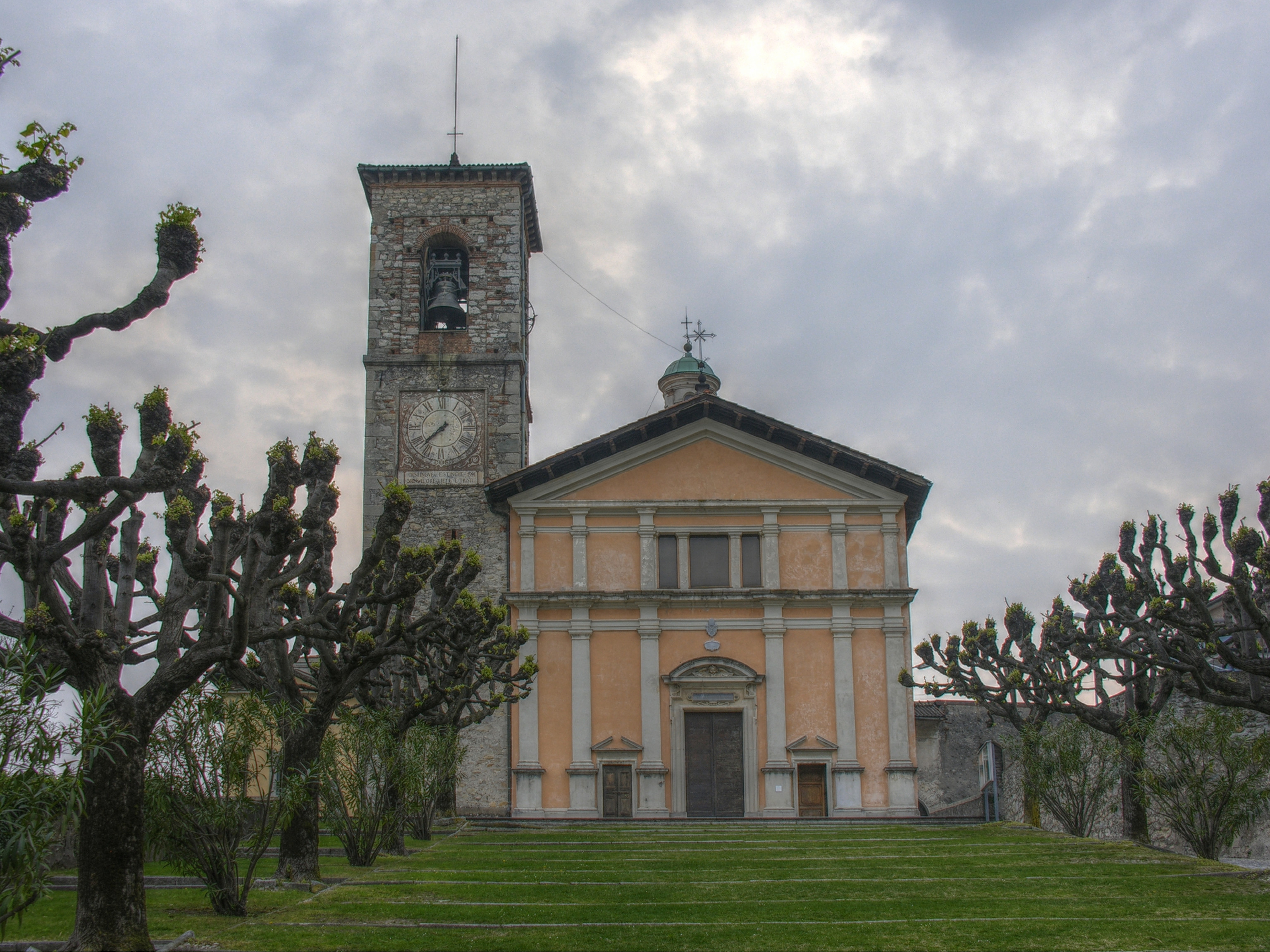

奇迹圣母圣殿（Santa Maria dei Miracoli）是一座罗马天主教宗座圣殿，位于瑞士提契诺州的下莫尔比奥，属于天主教卢加诺教区。1990年由教宗若望保禄二世升格为宗座圣殿。

## 历史
1594年夏天，两位来自米兰的年轻患病女子经过艰苦的旅程来到下莫尔比奥，向城堡废墟墙上的圣母像祈祷时，据说发生了奇迹，得到了治愈。八天后，科莫主教发起了第一次朝圣。整整一年后（1595年7月29日），目前的教堂奠基。1613年，科莫主教主持了祝圣仪式。今天，该堂仍是提契诺州最重要的朝圣目的地之一。庆祝于7月29日举行。
该教堂于1924年、1999-2001年进行了修复。

## 建筑
教堂立面为文艺复兴风格，圆顶和钟楼引人注目。内部为巴洛克风格，有有四个小堂和一个方形唱经楼。
小堂:
- 圣母小堂
- 圣伯多禄圣保禄小堂
- 圣若瑟小堂
- 圣嘉禄·鲍荣茂小堂